# Nga Thủy
Nga Thủy là một xã thuộc huyện Nga Sơn, tỉnh Thanh Hóa, Việt Nam.

## Thông tin địa lý
Xã Nga Thủy có diện tích: 632,69 ha. Theo Tổng điều tra dân số năm 1999, xã Nga Thủy có dân số 6465 người.
Xã Nga Thủy nằm ở phía nam huyện Nga Sơn. Địa giới hành chính như sau:
- Phía đông giáp xã Nga Tân, huyện Nga Sơn và vịnh Bắc Bộ;
- Phía nam giáp xã Đa Lộc, huyện Hậu Lộc (ranh giới tự nhiên là sông Lèn);
- Phía tây giáp thị trấn Nga Sơn và các xã Nga Trung và Nga Bạch huyện Nga Sơn;
- Phía bắc giáp xã Nga Thanh, huyện Nga Sơn.

## Hành chính
Năm 1977, huyện Nga Sơn sáp nhập với huyện Hà Trung thành huyện Trung Sơn, xã Nga Thủy thuộc huyện Trung Sơn. Năm 1982 huyện Trung Sơn chia tách thành hai huyện như cũ, xã Nga Thủy lại thuộc huyện Nga Sơn.
Xã Nga Thủy ngày nay gồm các làng (thôn):
| STT | Tên thôn/xóm/ấp/khu phố | Mã bưu chính |
| --- | ----------------------- | ------------ |
| 1   | Thôn 1                  | 444121       |
| 2   | Thôn 2                  | 444122       |
| 3   | Thôn 3                  | 444123       |
| 4   | Thôn 4                  | 444124       |
| 5   | Thôn 5                  | 444125       |
| 6   | Thôn 6                  | 444126       |
| 7   | Thôn 7                  | 444127       |
| 8   | Thôn 8                  | 444128       |
| 9   | Thôn 9                  | 444129       |
| 10  | Thôn 10                 | 444130       |

##### Lịch sử - văn hóa:
Nga Thủy là vùng đất trẻ, mới được bồi đắp, được quai đê, lấn biến lập làng xã cùng thời với các Huyện Kim Sơn (Ninh Bình), Tiền Hải (Thái Bình) & đông nam huyện Nghĩa Hưng, Nam Định, những năm 30 thế kỷ 19, dưới triều Nguyễn khi Doanh điền sứ Nguyễn Công Trứ đưa dân đến khai hoang lấn biển.
1.Thời nhà Nguyễn và trước 1945: Là tổng Nam thuộc khu Tam tổng. Chánh Tổng đầu tiên là ông Trần Khắc Mẫn, khi thực dân Pháp xâm lược ông tham gia cuộc khởi nghĩa Ba Đình trong phong trào Cần Vương ông huy sinh trong cuộc khởi nghĩa Ba Đình được dân làng Xuân Đài (một trong các làng thuộc tổng Nam) thờ trong một cung của đình Xuân Đài.
2. Trong thời kỳ 9 năm khánh chiến chống thực dân Pháp thuộc xã Tân Đức, sau tách thành các xã: Nga Thủy, Nga Hưng và Nga Thanh,
3. Từ 1960 đến nay, được định danh Nga Thủy và chia thành 4 xóm: Hưng Đạo, Đô Lương, Lê Lợi và Hoàng Long. Sau được chia thành các đội (10 đội/thôn theo đơn vị sản xuất của Hợp tác xã nông nghiệp Tiền phong Nga Thủy). Thời kỳ đổi mới, HTX giải tán nhưng đơn vị hành chính này được giữ nguyên đến 2018.
Năm 2019, lại được tái sáp nhập thành 4 xóm Hưng Đạo, Đô Lương, Lê Lợi và Hoàng Long.